# Заборье (Бабаевский район)
Заборье — деревня в Бабаевском районе Вологодской области.
Входит в состав Дубровского сельского поселения, с точки зрения административно-территориального деления — в Дубровский сельсовет.
Расположена на правом берегу реки Песочня. Расстояние по автодороге до районного центра Бабаево составляет 39 км, до центра муниципального образования деревни Дубровка — 2 км. Ближайшие населённые пункты — Дубровка, Лукьяново, Папино, Чиково.
Население по данным переписи 2002 года — 7 человек.